# پایوورتی
پایوورتی (به انگلیسی: Pyworthy) یک روستا و محله مدنی در بریتانیا است که در Torridge واقع شده‌است. پایوورتی ۶۸۹ نفر جمعیت دارد.